# Chikugo, Fukuoka
Chikugo (筑後市 Chikugo-shi) là một thành phố thuộc tỉnh Fukuoka, Nhật Bản. Thành phố được thành lập ngày 01 tháng 4 năm 1954. Đến năm 2003, dân số thành phố là 47.736, với mật độ 1.140,65 người/km² trên tổng diện tích 41,85 km².